# 二階堂行綱
二階堂 行綱（にかいどう ゆきつな）は、鎌倉時代中期の御家人。鎌倉幕府政所執事。

## 生涯
建保4年（1216年）、二階堂行盛の次男として誕生。寛元3年（1245年）に伊勢守に任官し、建長元年（1249年）に引付衆に任じられた。康元元年（1256年）に5代執権・北条時頼が出家すると、兄・行泰や弟・行忠と共に出家し「行願」と号した。
時頼の死後も幕府で重きを成し、文永元年（1264年）に評定衆の一人に任じられ、この年長井時秀とともに京へ上り比叡山延暦寺並びに園城寺（三井寺）の僧を取り調べた。これは延暦寺と園城寺の戒壇の争いによる園城寺焼き討ちの首謀者を取り調べたものである。文永6年（1269年）には政所執事に任じられた。建治元年（1275年）京都若宮八幡宮社の新宮建築に当たり、御家人に費用の捻出が求められるが、二階堂氏は200貫の費用を提供した。
弘安4年（1281年）6月7日に死去。享年66。跡を子・頼綱が継いだ。

## 経歴
- 仁治3年（1242年）3月7日 - 使宣旨、左衛門尉[7]
- 寛元元年（1243年）4月12日 - 叙留[7]
- 寛元3年（1245年）1月13日 - 任伊勢守[7]
- 建長元年（1249年）12月13日 - 前伊勢守、引付衆。
- 康元元年（1256年）11月 - 出家、法名「行願」[7]
- 文永元年（1264年）4月 - 評定衆。
- 文永6年（1269年）7月 - 政所執事。
- 弘安4年（1281年）6月7日 - 卒[7]

## 関連資料
- 『国立歴史民俗博物館研究報告　第45集』「「六条八幡宮造営注文」について」海老名尚、福田豊彦、1992
- 東京大学史料編纂所　大日本史料総合データベース『史料総覧』